# Minolta XD7
Die Minolta XD-7 (in den USA als XD11 und in Japan als XD vermarktet) war eine vom japanischen Hersteller Minolta produzierte Spiegelreflexkamera für das 35-mm-Kleinbildformat. 

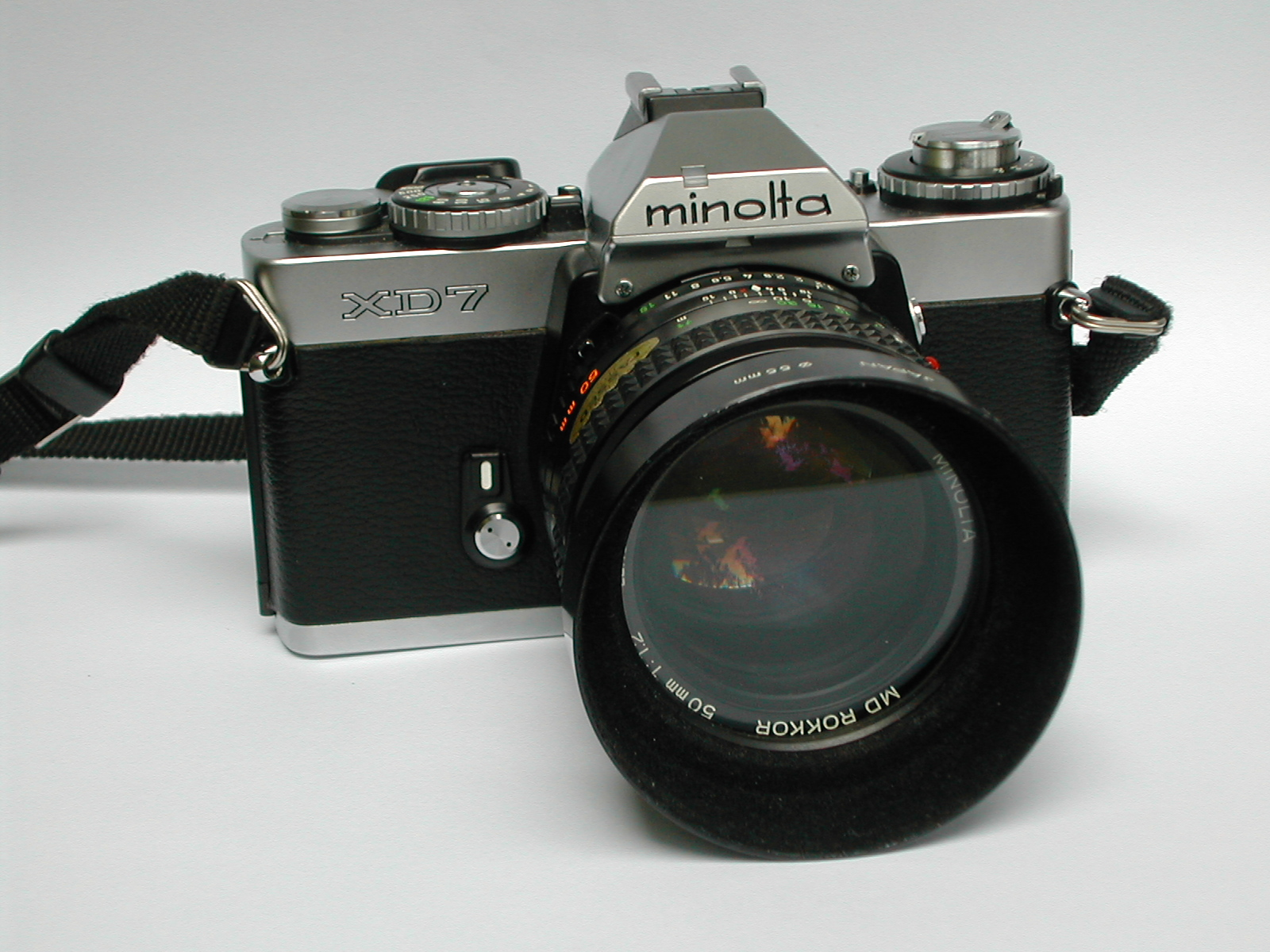
Minolta XD-7 (erste Ausführung, hell verchromt) mit MD Rokkor 50 mm, 1:1,2 Normalobjektiv

Sie wurde im Jahr 1977 am Markt eingeführt. Die XD-7 war die erste Kamera, die neben der manuellen Belichtungseinstellung sowohl Zeit- als auch Blendenautomatik anbot. Zeitgleich mit der für Minolta neuen Blendenautomatik wurden modifizierte Objektive angeboten, äußerlich an der Bezeichnung „MD“ und dem zusätzlichen Mitnehmer am Blendenring zur Übertragung des kleinsten Blendenwerts erkennbar.

## Weitere Ausstattungsmerkmale
Die XD-7 war bei ihrem Erscheinen das Topmodell ihres Herstellers und verfügte daher über einige zur damaligen Zeit herausragende Ausstattungsmerkmale. Dazu gehörten neben der Multiautomatik eine Mikrowabenmattscheibe, die ein extrem helles Sucherbild lieferte, deren proprietäre Technik auch für Hasselblad-Mittelformatkameras zum Einsatz kam, wodurch deren Sucherbild ebenfalls deutlich verbessert wurde. Zudem konnte die Kamera eingeschränkt auch ohne Batterien betrieben werden, da sie zwei vollmechanische Verschlusszeiten anbot. Konkret handelte es sich dabei um "O" (1/100 Sekunde) und "B" für Langzeitbelichtungen. Für die XD-7 war ein Winder (Auto Winder D) lieferbar, der eine Bildfolge von bis zu 2 Bildern pro Sekunde ermöglicht hat. Die XD-7 verfügte über einen Fernauslöseranschluss, an dem sowohl mechanische als auch elektrische Fernauslöser betrieben werden konnten.
Während des Produktionszeitraums kam es zu einer kleinen Änderung der Lage des Hebels für die manuelle Belichtungskorrektur. Dieser lag unter dem Ring zur Filmempfindlichkeitseinstellung bei den ersten Modellen so unglücklich außen am Gehäuse, dass er durch den Trageriemen unbeabsichtigt verstellt werden konnte.  Um dies auszuschließen, wurde die Position dieses Hebels bei späteren Modellen um etwa 90 Grad im Uhrzeigersinn nach innen versetzt.
Neben der XD-7 gab es von Minolta auch eine als XD-5 bezeichnete Kamera, die gegenüber ihrem Schwestermodell um einige Ausstattungsmerkmale reduziert worden war und dementsprechend günstiger angeboten wurde. So fehlte der XD5 beispielsweise die Anzeige der voreingestellten Blende im Sucher und die im Sucherokular integrierte Abdeckung, die bei Aufnahmen vom Stativ oder mit Selbstauslöser eine fehlerhafte Belichtungsmessung verhindert.
Eine Besonderheit bei den Modellen XD-7 und XD-5 ist die Funktion „Programmierbare Entscheidungslogik“ in der Blendenautomatik-Einstellung „S“. Diese gleicht beim Überschreiten des Blendenbereichs die Verschlusszeit automatisch an, um eine Fehlbelichtung zu verhindern. Ist z. B. eine Belichtungszeit von 1/125 sec vorgewählt und die Lichtverhältnisse lassen eine korrekte Belichtung selbst bei offener Blende nicht zu, so verlangsamt die Kamera die Verschlusszeit, bis eine korrekte Belichtung gewährleistet ist. Diese Eingriffe werden mit einem nach oben oder nach unten weisenden Pfeil (je nach Verhinderung einer Über- oder Unterbelichtung) im Kamerasucher angezeigt. Durch die Wahl von sehr kurzer oder sehr langer Belichtungszeit kann eine entsprechende Trendprogrammierung vorgenommen werden.
Die XD-7 bzw. XD-5  unterstützt noch keine TTL-Blitzmessung, diese wurde erst bei den Nachfolgemodellen X-700 bzw. X-500 realisiert. Mit einem geeigneten Blitzgerät kann jedoch die Blitzbereitschaft im Sucher angezeigt werden.
Vielfach geschätzt wurde das robuste Metallgehäuse der XD-7, das aufgrund der damals engen Zusammenarbeit mit Leica weitgehend dem der Leica R4 entsprach. Dabei wurde bei der schwarzen Version eine haltbare, von Leica patentierte Schwarzverchromung verwendet. Beim Nachfolgemodell X-700 wurde das Gehäuse durch ein leichteres Metall-Kunststoff-Gehäuse ersetzt.

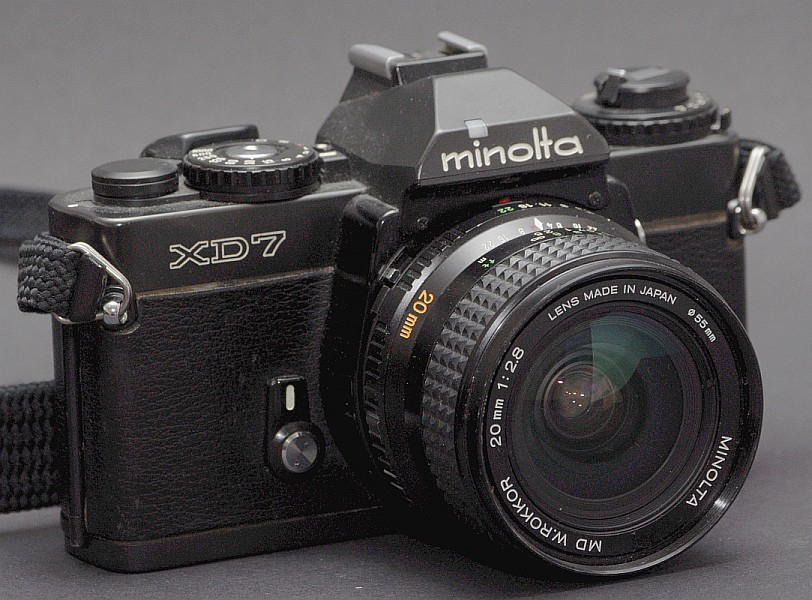
Minolta XD-7 in der ersten Ausführung, schwarz verchromt
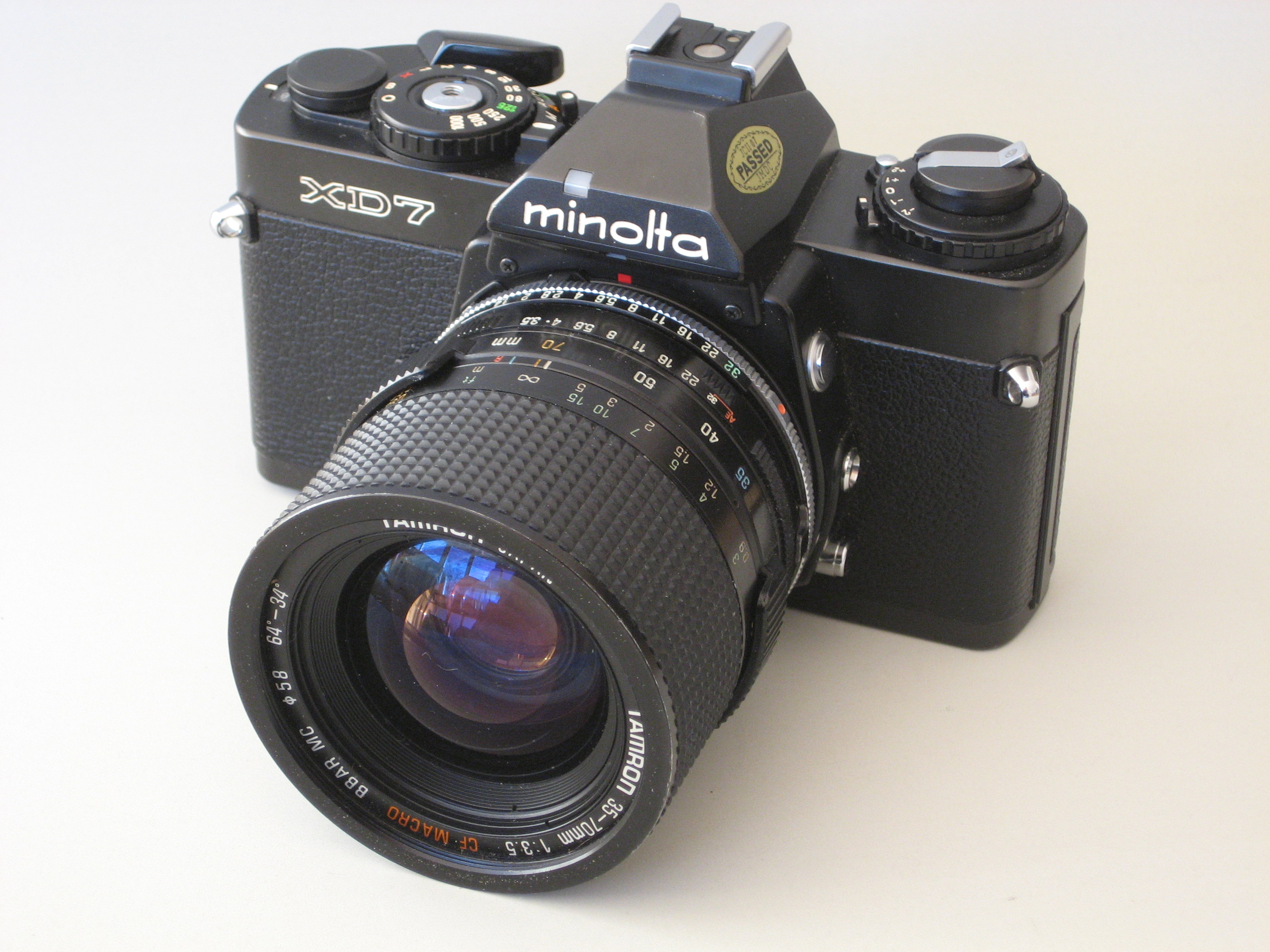
Neuere Version der Kamera mit anderer Position des Hebels für Belichtungskorrektur
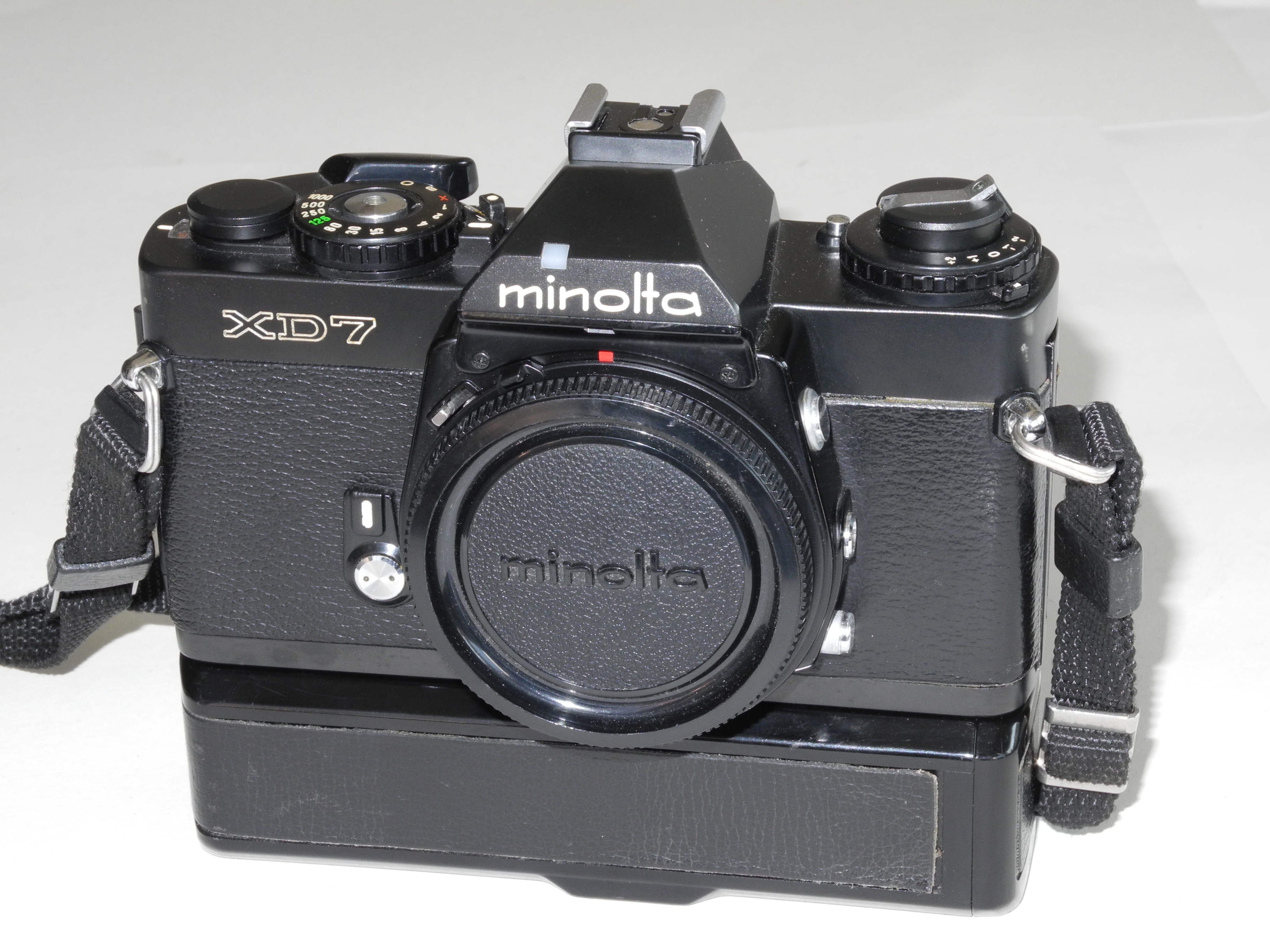
Minolta XD-7 mit Auto Winder D
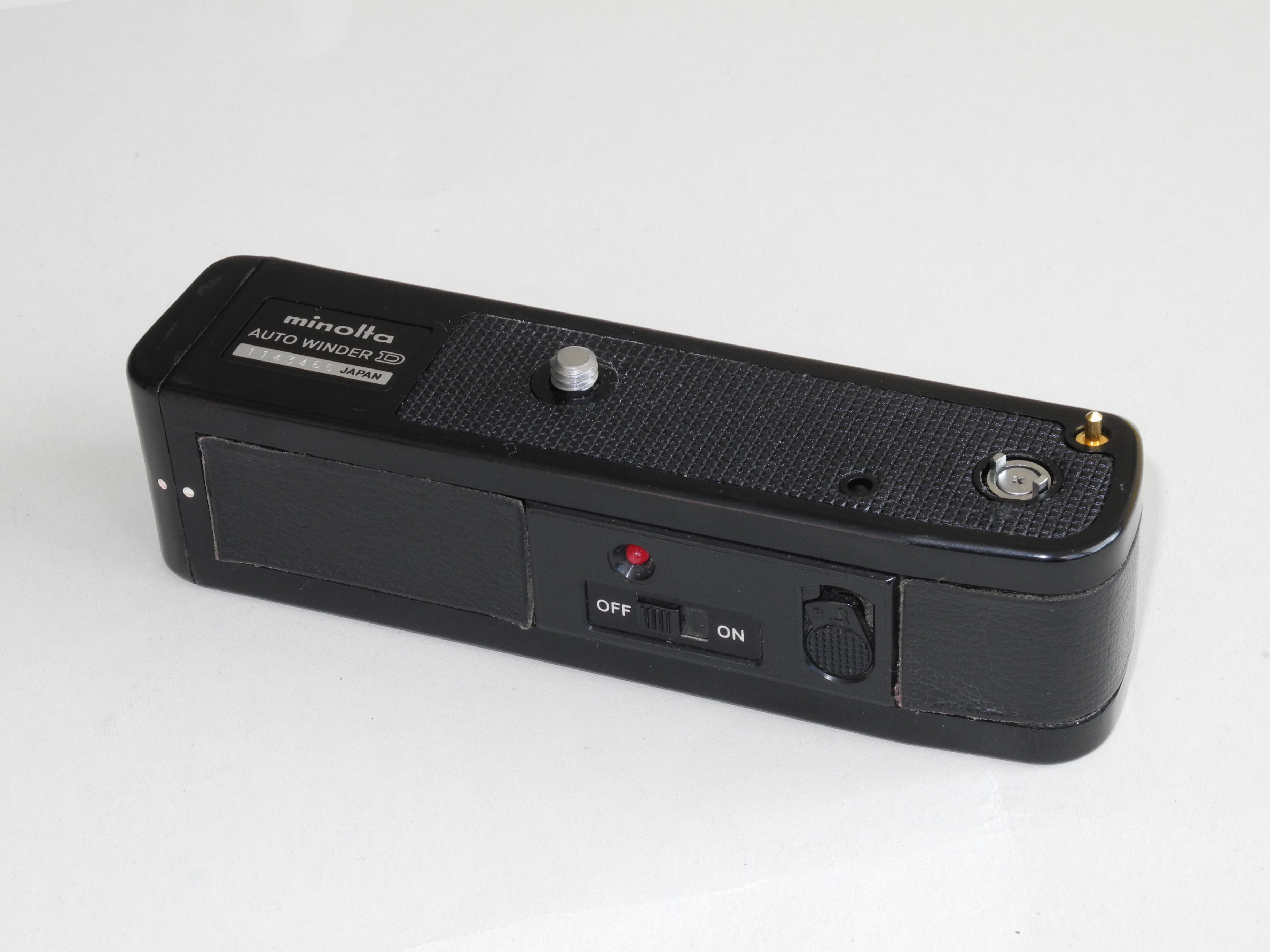
Auto Winder D, Rückseite